# آلبوری لام
آلبوری لام (به لاتین: Alburi Lam) یک کوه در روسیه است که در داغستان واقع شده‌است. آلبوری لام ۲٬۱۷۷٫۰ متر بالاتر از سطح دریا واقع شده‌است.